# Quod provinciale
Quod provinciale (lateinisch „Das Provinzialkonzil“) ist eine päpstliche Enzyklika von Papst Benedikt XIV. Sie datiert vom 1. August 1754 und ist an die  Bischöfe und Missionare der Kirchenprovinz Albanien gerichtet. Mit diesem  apostolischen Schreiben, das den Untertitel „Über den Gebrauch mohammedanischer Namen für Christen“ trägt, warnt Benedikt XIV. erneut in deutlicher Weise davor und ordnet explizit an, dass keinem Katholiken ein muslimischer Name gegeben werde.
Benedikt XIV. verweist auf das 1703, noch unter seinem Vorgänger Clemens XI., abgehaltene Partikularkonzil in der  Kirchenprovinz Albanien. Auf diesem Teilkonzil, so erinnert der Papst, sei beschlossen worden, dass als Taufname für Christen keine türkischen oder muslimischen Namen genommen werden dürfe. Darüber hinaus erinnerte der Papst an seine Enzyklika Inter omnigenas an die Bischöfe Serbiens vom 2. Februar 1744, in der er die Beschlüsse des albanischen Nationalkonzils bestätigt und die Einhaltung der Bestimmungen auch für Serbien eingefordert habe. In den weiteren Ausführungen legt der Papst die Gründe dar, die zu diesem Verbot geführt hätten. Er ermahnt die Bischöfe und Missionare in Albanien, die trotz des Verbotes mohammedanische oder türkische Taufnamen zugelassen hätten.